# Ешбах (Вашингтон)
Ешбах (англ. Eschbach) — переписна місцевість (CDP) в США, в окрузі Якіма штату Вашингтон. Населення — 441 особа (2020).

## Географія
Ешбах розташований за координатами 46°39′54″ пн. ш. 120°37′57″ зх. д. / 46.66500° пн. ш. 120.63250° зх. д. (46.665064, -120.632557).  За даними Бюро перепису населення США в 2010 році переписна місцевість мала площу 3,29 км², з яких 3,04 км² — суходіл та 0,25 км² — водойми.

## Демографія
Згідно з переписом 2010 року, у переписній місцевості мешкало 415 осіб у 146 домогосподарствах у складі 110 родин. Густота населення становила 126 осіб/км².  Було 151 помешкання (46/км²).
Расовий склад населення:
| - 82,4 % — білих - 0,7 % — азіатів - 14,2 % — осіб інших рас |

До двох чи більше рас належало 2,7 %. Частка іспаномовних становила 22,7 % від усіх жителів.
За віковим діапазоном населення розподілялося таким чином: 25,8 % — особи молодші 18 років, 59,3 % — особи у віці 18—64 років, 14,9 % — особи у віці 65 років та старші. Медіана віку мешканця становила 38,7 року. На 100 осіб жіночої статі у переписній місцевості припадало 101,5 чоловіків;  на 100 жінок у віці від 18 років та старших — 98,7 чоловіків також старших 18 років.
Середній дохід на одне домашнє господарство  становив 55 711 долар США (медіана — 39 861), а середній дохід на одну сім'ю — 45 657 доларів (медіана — 39 861). За межею бідності перебувало 52,0 % осіб, у тому числі 86,8 % дітей у віці до 18 років та 0,0 % осіб у віці 65 років та старших.
Цивільне працевлаштоване населення становило 117 осіб. Основні галузі зайнятості: освіта, охорона здоров'я та соціальна допомога — 53,8 %, роздрібна торгівля — 17,1 %, інформація — 9,4 %.